# 9 Cassiopeiae
9 Cassiopeiae är en vit ljusstark jätte och  misstänkt variabel (VAR:) i stjärnbilden Cassiopeja. Den har visuell magnitud +5,88 och varierar med okänd amplitud och periodicitet. Baserat på parallaxmätning inom Hipparcosuppdraget på ca 0,84 mas, beräknas den befinna sig på ett avstånd på ca 3 880 ljusår (ca 1 190 parsek) från solen. Den rör sig närmare solen med en heliocentrisk radiell hastighet på ca -16 km/s.

## Egenskaper
9 Cassiopeiae är en blå till vit jättestjärna av spektralklass A1 III. Den har en radie som är ca 40 gånger större än solens och en effektiv temperatur på ca 7 800 K.